# Настуев, Юсуф Батиевич
Юсуф Батиевич Настуев (карач.-балк. Настуланы Батини жашы Юсуф; 1888, село Верхняя Балкария — 7 мая 1922, Нальчик, СССР) — балкарский коммунист, активный участник строительства Советской власти на Северном Кавказе.

## Биография
Родился в 1888 году в селе Зылги, ныне село Верхняя Балкария.
В 1908 году уехал в Ростов-на-Дону. В 1917, после Февральской революции, вернулся в Балкарию. Вместе с Султан-Хамитом Калабековым, Атакуевым, Басиятом Шахановым, Аккизовым и Магометом Энеевым был делегатом на II-м съезде народов Терека.
Был избран депутатом в Народный Совет.
В начале 1922 года назначен заместителем наркома внутренних дел Горской республики.
7 мая 1922 года убит выстрелом в спину на левом берегу реки Нальчик. Похоронен недалеко от места убийства.

## Семья
Настуев Бати Орузмекович — отец, эфенди
Зугулова ? — мать, кабардинка
- Хусейн (1895 — 11.01.1940) — сводный брат, революционер, заместитель председателя президиума Верховного Совета КБАССР. Арестован 15 ноября 1938 года по обвинению в контрреволюционной деятельности. Умер в Лефортовской тюрьме.
- Ахмат Настуев (1910 — 13.07.1935) — сводный брат, секретарь Карачаевского обкома ВЛКСМ, похоронен рядом с Юсуфом.
- Жагафар (1907—1919) — сводный брат, расстрелян белогвардейцами
- Абдуллах — сводный брат, заведующий конетоварной фермой колхоза «Нижняя Балкария», награжден орденом Ленина (1935).
- Магомед — сводный брат, работал в милиции

Залиханова Фатимат Аслантоковна (25.12.1902 — ?) — вторая жена, председатель артели «Швейпром», повторно вышла замуж за Алексея Курбатова (с 1937)
- Асият (1921 — 25.09.1942)— дочь, умерла от плеврита во время войны.

## Память
- Названы улицы в г. Нальчике, с. Верхняя Жемтала, с. Верхняя Балкария.
- с 1922 по 1938 год одна их главных улиц г. Нальчика носила название Настуевская, сейчас ул. Лермонтова[4]
- с 1931 по 1939 был организован колхоз имени Настуева[5].